# Real Madrid C.F.
Real Madrid Club de Fútbol er en spansk fodboldklub, stiftet 6. marts 1902 som Madrid FootBall Club. Den 29. juni 1920 gav kong Alfonso 13. klubben lov til at kalde sig 'kongelig', og siden da har klubben heddet Real Madrid. Klubben har til huse på Estadio Santiago Bernabéu, hvor der er plads til 81.500 tilskuere.
Klubben har vundet det spanske mesterskab 36 gange og Champions League 15 gange. Det europæiske klubmesterskab UEFA Champions League har Real Madrid vundet 10 gange, og klubben har derfor fået sit eget trofæ, hvilket vindes efter fem vundne mesterskaber. Real Madrid er i øvrigt kåret som den bedste klub i det 20. århundrede af FIFA, og klubben er den mest vindende i europæisk fodbold.
I sommeren 2009 brugte klubben og dens præsident, Florentino Perez over 250 mio. EUR på spillere som Kaká, Karim Benzema, Raúl Albiol, Xabi Alonso og Álvaro Arbeloa.

## Historie
Madrid FC var en udløber af to madridelenske klubber, som hver især havde en ganske kort levetid. Først var der "New Foot-Ball Sky", men nogle af medlemmerne brød ud og dannede El New Football-Club, som siden blev til Madrid Football Club.
Den 6. marts 1902 blev man enige om spillerdragt, som skulle være en spansk udgave af The London Corinthians: Hvid trøje og shorts, blå strømper og et lilla bånd på hvert ærme. Baglokalet i Al Capricho, en butik ejet af Padrós-brødrene, tjente som klubhus, og når der var kamp gik spillerne over til græsområdet ved Plaza de Toro.
Madrid FC blev i 1904 fusioneret med Moderno som Madrid-Moderno. Sammenslutningen mellem de to klubber varede kun et år, for allerede i 1905 genoptog Madrid helt og holdent sit oprindelige navn.
Den første rigtige træner – som dog selv spillede på holdet – var englænderen Arthur Johnson. Johnson moderniserede det madrilenske fodboldspil, som på det tidspunkt var noget anarkistisk. Johnson havde fire grundprincipper, som han forsøgte at føre ud i livet.
- Holdet skulle have en fast træner.
- Spillerne skulle altid spille i de samme positioner på banen. Den kaotiske stil, som Johnson indtil da havde observeret, mente han simpelthen ikke var fodbold.
- Spillerne skulle være mere effektive, når det gjaldt genoptagelse af spillet, når bolden fx gik i mål eller ud over sidelinjen. Gængs praksis havde ellers været, at når der var afbrydelser i spillet, var der tid til en smøg, en kop kaffe eller måske en drink. Det mente Johnson ikke var acceptabelt.
- Godt kombinationsspil. Spillerne skulle aflevere, holde bolden i spil og udnytte hullerne i modstandernes forsvar.

Madrilenerne var dog til at begynde med skeptiske over for Johnsons nye principper, men de blev efterhånden accepteret.

### Galacticos-æraen og den efterfølgende nedtur
Real Madrid har ofte store spillere i klubben, men i år 2000 efter præsidentvalget i klubben blev den tidligere præsident Lorenzo Sanz, erstattet af Florentino Pérez.
Pérez lancerede Galacticos-projektet, hvor han ville investere væsentlig flere penge til finansiering af køb af flere spillere for at øge klubbens fremskridt. Projektet virkede dog ikke.
Forventningerne til de store spillere som blev hentet fra år 2000, hvor klubben købte Luís Figo, og indtil sommeren 2005, blev betydelig højere. Derfor følte nogle spillere sig presset, hvilket i perioden 2003-2006 gik ud over nogle af deres spil, hvilket førte til væsentligere fyringsrunder blandt trænerne da ledelsen placerede ansvaret hos dem.
Det var sandsynligvis den store kombination af forskellige spillere, der gjorde at projektet gik dårligt. Derfor sluttede "Galacticos-æraen". I vinteren 2006, efter at Real Madrid havde tabt til et hold i ligaen (RCD Mallorca), endnu en gang i 2005/2006-sæsonen, trak Florentino Pérez sig fra præsidentposten i Real Madrid, og beklagede overfor klubbens tilhængere for projektet, over de negative følger som projektet gav. Real Madrid vandt ingen titler fra efteråret 2003 – sommeren 2007, hvilket har været kontroversielt blandt mange folk.
Men fra sæsonerne 06/07 og 07/08 er det igen lykkedes Real Madrid at vinde det spanske mesterskab to gange i træk og at kunne matche FC Barcelona.

### Den nye Galacticos-æra
Efter Galacticos-æraen var sluttet, havde Real Madrid købt spillere for væsentligt mindre beløb, end gennemsnittet for de foregående sæsoner. Klubben vandt dog alligevel to mesterskabet i træk i 2007 og 2008. Men et internt opgør i ledelsen i Real Madrid i december 2008, tvang den tidligere præsident Ramón Calderón til at gå af som klubpræsident før tiden. Han havde bedraget vælgerne i Real Madrid og blandt andet taget bestyrelsesmedlemmer fra naboklubben og rivalen Atlético de Madrid med til generalforsamlinger, som skulle støtte op om hans forslag. I januar 2009 gik han af, efter at en række ikke-delegerede medlemmer af bestyrelsen, godkendte budgettet for klubben.
Han nåede dog som præsident at påbegynde det nye Galacticos-projekt, som i sommeren 2009 blev en realitet. Året forinden i 2008, havde der været meget polemik om, hvorvidt Cristiano Ronaldo (tidligere Manchester United-spiller) skulle hentes til klubben.
Det siges at Ramón Calderón var idémanden bag kontrakten til Cristiano Ronaldo, som blev underskrevet året efter, i 2009. Real Madrid betalte 93,3 mio. euro for spilleren, som dermed blev verdens hidtil dyreste fodboldspiller. Klubben havde i sommeren 2009 også fået den tidligere afgået præsident Florentino Perez tilbage på præsidentposten. Sommmer-transfervinduet 2009 blev et positivt år, både for Real Madrid, men også for fodboldklubberne i resten af Europa. Kaká fra AC Milan kom til Real Madrid for 64,6 mio. euro. Xabi Alonso kom fra Liverpool og Benzema fra Olympique Lyon for ca. 40 mio. euro hver, samt Alvaro Arbeloa, som også havde spillet i Liverpool i en årrække blev solgt til Real Madrid.
Den nye Galacticos-æra var startet med håbet om bedre tider.

## Rivaliseringen med FC Barcelona
FC Barcelona
Real Madrid var fra begyndelsen en af de stærkeste fodboldklubber i Spanien, og da den samtidig kom til at repræsentere hovedstaden og den spanske centralmagt, kom den i modsætningsforhold til FC Barcelona, der er den stærkeste klub i Catalonien, og af sine tilhængere anses for et symbol på catalansk nationalisme og selvstændighedstrang. Disse to klubber har i mere end 90 år duelleret om, hvilket af dem, der er det bedste hold i Spanien.
Per 28. juni 2014 har Real Madrid og FC Barcelona mødt hinanden 227 gange med 91 sejre til Real Madrid og 88 til FC Barcelona, mens de resterende 48 er endt uafgjort.
Opgøret mellem de to klubber kaldes El Clásico, og er en af de største fodboldbegivenheder, ikke kun på Den Iberiske Halvø. Kampe som Real Madrid – Atlético Madrid, Real Madrid – Athletic Bilbao og Real Madrid – CA Osasuna er også rivalopgør, som kan forekomme direkte hadske.

## Rivaliseringen med Manchester United
Los Rivalos er betegnelsen for det traditionsrige derby i engelsk-spansk fodbold, mellem de to storklubber Real Madrid og Manchester United. Kampen betragtes som en af de største klubfodboldkampe i verden og er blandt de mest sete årlige sportsbegivenheder. En kamp kendt for sin intensitet, den har budt på mindeværdige målfejringer fra begge hold.
Rivaliseringen er opstået, eftersom Madrid og Manchester er blandt de største byer i henholdsvis Spanien og England, og de ofte bliver identificeret med modsatrettede politiske holdninger, hvor Real Madrid betragtes som repræsenterende spansk nationalisme, og Manchester United betragtes som repræsenterende Engelsk nationalisme.
Der er jævnligt slåskampe, når de to storklubber mødes. Så sent som i december 2017 var den helt gal, da holdene mødtes, og 17 mennesker blev alvorligt såret efter en 10 minutters lang slåskamp på tribunen. I juli 2017 mødtes de to hold, og Real Madrid vandt på Manchester Uniteds hjemmebane for første gang i 50 år, hvorefter der opstod tumult på tribunerne. En 27-årig mand blev skudt i brystet, og døde på stedet.
Der har, pr. marts 2022, været spillet 13 opgør mellem de to klubber. Real Madrid er historisk set derbyets mest succesfulde klub, idet Los Blancos har sikret sig 5 sejre i de 13 opgør, mod 4 til Manchester United. 3 gange er kampene endt uafgjort.

## Titler
- La Liga: 36

1931/32, 1932/33, 1953/54, 1954/55, 1956/57, 1957/58, 1960/61, 1961/62, 1962/63, 1963/64, 1964/65, 1966/67, 1967/68, 1968/69, 1971/72, 1974/75, 1975/76, 1977/78, 1978/79, 1979/80, 1985/86, 1986/87, 1987/88, 1988/89, 1989/90, 1994/95, 1996/97, 2000/01, 2002/03, 2006/07, 2007/08, 2011/12, 2016/17, 2019/20, 2021/22, 2023-24
- UEFA Champions League: 15

1955/56, 1956/1957, 1957/1958, 1958/1959, 1959/1960, 1965/1966, 1997/1998, 1999/2000, 2001/2002, 2013/2014, 2015/2016, 2016/2017, 2017/2018, 2021/2022, 2023-24

- UEFA Cup: 2

1984/85, 1985/86.
- UEFA Super Cup: 5

2002, 2014, 2016, 2017, 2022
- Intercontinental Cup: 7

1960, 1998, 2002, 2014, 2016, 2017, 2018,
- Copa del Rey: 20

1904/05; 1905/06; 1906/07; 1907/08; 1916/17; 1933/34; 1935/36; 1945/46; 1946/47; 1961/62; 1969/70; 1973/74; 1974/75; 1979/80; 1981/82; 1988/89; 1992/93; 2010/11; 2013/14; 2022/23;
- Supercopa de España: 13

1983, 1991, 1992, 1994, 1996, 2001, 2003, 2008, 2012, 2014, 2017, 2020, 2022,
- Copa de la Liga: 1

1984-85

## Nuværende spillertrup
Oversigten er opdateret til og med 24. mars 2025
| Nr. | Land      | Position | Spiller           |
| --- | --------- | -------- | ----------------- |
| 1   | Belgien   | MM       | Thibaut Courtois  |
| 2   | Spanien   | FO       | Dani Carvajal     |
| 3   | Brasilien | FO       | Éder Militão      |
| 4   | Østrig    | FO       | David Alaba       |
| 5   | England   | MI       | Jude Bellingham   |
| 6   | Frankrig  | MI       | Eduardo Camavinga |
| 7   | Brasilien | AN       | Vinicius Junior   |
| 8   | Uruguay   | MI       | Federico Valverde |
| 9   | Frankrig  | AN       | Kylian Mbappé     |
| 10  | Kroatien  | MI       | Luka Modrić       |
| 11  | Brasilien | AN       | Rodrygo           |
| 13  | Ukraine   | MM       | Andrij Lunin      |

| Nr. | Land      | Position | Spiller             |
| --- | --------- | -------- | ------------------- |
| 14  | Frankrig  | MI       | Aurélien Tchouaméni |
| 15  | Tyrkiet   | AN       | Arda Güler          |
| 16  | Brasilien |          | Endrick             |
| 17  | Spanien   | MI       | Lucas Vázquez       |
| 18  | Spanien   | FO       | Jesús Vallejo       |
| 19  | Spanien   | MI       | Dani Ceballos       |
| 20  | Spanien   | FO       | Fran García         |
| 21  | Marokko   | AN       | Brahim Díaz         |
| 22  | Tyskland  | FO       | Antonio Rúdiger     |
| 23  | Frankrig  | FO       | Ferland Mendy       |
| 25  | Frankrig  | MI       | Eduardo Camavinga   |
| 35  | Spanien   | FO       | Raúl Asencio        |

### Udlånte spillere
| Nr. | Land    | Position | Spiller                                  |
| --- | ------- | -------- | ---------------------------------------- |
| —   | Spanien | MM       | Diego Altube (Udlånt til Fuenlabrada)    |
| —   | Spanien | FO       | Víctor Chust (Udlånt til Cádiz)          |
| —   | Spanien | FO       | Álvaro Odriozola (Udlånt til Fiorentina) |
| —   | Spanien | MI       | Brahim Díaz (Udlånt til Milan)           |

| Nr. | Land      | Position | Spiller                                      |
| --- | --------- | -------- | -------------------------------------------- |
| —   | Japan     | MI       | Takefusa Kubo (Udlånt til Mallorca)          |
| —   | Brasilien | MI       | Reinier Jesus (Udlånt til Borussia Dortmund) |
| —   | Spanien   | AN       | Borja Mayora (Udlånt til Getafe)             |

## Trænerstab
| Stilling        | Navn            |
| --------------- | --------------- |
| Cheftræner      | Carlo Ancelotti |
| Assistenttræner |                 |
| Assistenttræner |                 |
| Målmandstræner  |                 |
| Fitnesstræner   |                 |

## Præsidenter
| Navn                    | Fra                | Til                |
| ----------------------- | ------------------ | ------------------ |
| Julián Palacios         | 1900               | 6. marts 1902      |
| Juan Padrós             | 6. marts 1902      | Januar 1904        |
| Carlos Padrós           | Januar 1904        | 1908               |
| Adolfo Meléndez         | 1908               | Juli 1916          |
| Pedro Parages           | Juli 1916          | 16. maj 1926       |
| Luis de Urquijo         | 1. maj 1926        | 1930               |
| Luis Usera              | 1930               | 31. maj 1935       |
| Rafael Sánchez Guerra   | 31. maj 1935       | 4. august 1936     |
| Adolfo Meléndez         | 4. august 1936     | 1940               |
| Antonio Santos Peralba  | 1940               | 11. september 1943 |
| Santiago Bernabéu Yeste | 11. september 1943 | 2. juni 1978       |
| Luis de Carlos          | September 1978     | 24. maj 1985       |
| Ramón Mendoza           | 24. maj 1985       | 26. november 1995  |
| Lorenzo Sanz            | 26. november 1995  | 16. juli 2000      |
| Florentino Pérez        | 16. juli 2000      | 27. februar 2006   |
| Fernando Martín Álvarez | 27. februar 2006   | 26. april 2006     |
| Luis Gómez-Montejano    | 26. april 2006     | 2. juli 2006       |
| Ramón Calderón          | 2. juli 2006       | 16. januar 2009    |
| Vicente Boluda          | 16. januar 2009    | 31. maj 2009       |
| Florentino Pérez        | 1. juni 2009       | nuværende          |

## Præstationer i Champions League
| Sæson   | Runde             | Modstandere                                                                                    | Resultat                | Resultat                | Resultat                |
| Sæson   | Runde             | Modstandere                                                                                    | Hjemme                  | Ude                     | Samlet                  |
| ------- | ----------------- | ---------------------------------------------------------------------------------------------- | ----------------------- | ----------------------- | ----------------------- |
| 1995-96 | Gruppespil        | Ajax, Grass, Ferenc                                                                            | Andenplads (10 Point)   | Andenplads (10 Point)   | Andenplads (10 Point)   |
| 1995-96 | Ottendedelsfinale | Juventus                                                                                       | 1 - 0                   | 0 - 2                   | 1 - 2                   |
| 1996-97 | Ikke kvalificeret | Ikke kvalificeret                                                                              | Ikke kvalificeret       | Ikke kvalificeret       | Ikke kvalificeret       |
| 1997-98 | Gruppespil        | Rose, Porto, Olymp                                                                             | Førsteplads (13 Point)  | Førsteplads (13 Point)  | Førsteplads (13 Point)  |
| 1997-98 | Kvartfinale       | Bayer Leverkusen                                                                               | 3 - 0                   | 1 - 1                   | 4 - 1                   |
| 1997-98 | Semifinale        | Dortmund                                                                                       | 2 - 0                   | 0 - 0                   | 2 - 0                   |
| 1997-98 | Finale            | Juventus                                                                                       | 1 - 0                   | 1 - 0                   | 1 - 0                   |
| 1998-99 | Gruppespil        | Inter, Spartak, Sturm                                                                          | Andenplads (12 Point)   | Andenplads (12 Point)   | Andenplads (12 Point)   |
| 1998-99 | Kvartfinale       | Dynamo Kiev                                                                                    | 1 - 1                   | 0 - 2                   | 1 - 3                   |
| 1999-00 | Første Gruppespil | Porto, Olymp, Molde                                                                            | Førsteplads (13 Point)  | Førsteplads (13 Point)  | Førsteplads (13 Point)  |
| 1999-00 | Andet Gruppespil  | Bayern, Dynamo, Rose                                                                           | Andenplads (10 Point)   | Andenplads (10 Point)   | Andenplads (10 Point)   |
| 1999-00 | Kvartfinale       | Manchester United                                                                              | 0 - 0                   | 3 - 2                   | 3 - 2                   |
| 1999-00 | Semifinale        | Bayern München                                                                                 | 2 - 0                   | 1 - 2                   | 3 - 2                   |
| 1999-00 | Finale            | Valencia                                                                                       | 3 - 0                   | 3 - 0                   | 3 - 0                   |
| 2000-01 | Første Gruppespil | Spartak, Bayer, Sporting                                                                       | Førsteplads (13 Point)  | Førsteplads (13 Point)  | Førsteplads (13 Point)  |
| 2000-01 | Andet Gruppespil  | Leeds, Ander, Lazio                                                                            | Førsteplads (13 Point)  | Førsteplads (13 Point)  | Førsteplads (13 Point)  |
| 2000-01 | Kvartfinale       | Galatasaray                                                                                    | 3 - 0                   | 2 - 3                   | 5 - 3                   |
| 2000-01 | Semifinale        | Bayern München                                                                                 | 0 - 1                   | 1 - 2                   | 1 - 3                   |
| 2001-02 | Første Gruppespil | Roma, Loko, Anderlecht                                                                         | Førsteplads (13 Point)  | Førsteplads (13 Point)  | Førsteplads (13 Point)  |
| 2001-02 | Andet Gruppespil  | Panat, Sparta, Porto                                                                           | Førsteplads (16 Point)  | Førsteplads (16 Point)  | Førsteplads (16 Point)  |
| 2001-02 | Kvartfinale       | Bayern München                                                                                 | 2 - 0                   | 1 - 2                   | 3 - 2                   |
| 2001-02 | Semifinale        | Barcelona                                                                                      | 1 - 1                   | 2 - 0                   | 3 - 1                   |
| 2001-02 | Finale            | Bayer Leverkusen                                                                               | 2 - 1                   | 2 - 1                   | 2 - 1                   |
| 2002-03 | Første Gruppespil | Roma, AEK, Genk                                                                                | Førsteplads (9 Point)   | Førsteplads (9 Point)   | Førsteplads (9 Point)   |
| 2002-03 | Andet Gruppespil  | Milan, Dortm, Loko                                                                             | Andenplads (11 Point)   | Andenplads (11 Point)   | Andenplads (11 Point)   |
| 2002-03 | Kvartfinale       | Manchester United                                                                              | 3 - 1                   | 3 - 4                   | 6 - 5                   |
| 2002-03 | Semifinale        | Juventus                                                                                       | 2 - 1                   | 1 - 3                   | 3 - 4                   |
| 2003-04 | Gruppespil        | Porto, Marse, Partizan                                                                         | Førsteplads (14 Point)  | Førsteplads (14 Point)  | Førsteplads (14 Point)  |
| 2003-04 | Ottendedelsfinale | Bayern München                                                                                 | 1 - 0                   | 1 - 1                   | 2 - 1                   |
| 2003-04 | Kvartfinale       | AS Monaco                                                                                      | 4 - 2                   | 1 - 3                   | 5 - 5u                  |
| 2004-05 | Kvalifikation     | Wisła Kraków                                                                                   | 3 - 1                   | 2 - 0                   | 5 - 1                   |
| 2004-05 | Gruppespil        | Bayer, Dynamo, Roma                                                                            | Andenplads (11 Point)   | Andenplads (11 Point)   | Andenplads (11 Point)   |
| 2004-05 | Ottendedelsfinale | Juventus                                                                                       | 1 - 0                   | 0 - 2                   | 1 - 2                   |
| 2005-06 | Gruppespil        | Lyon, Rose, Olymp                                                                              | Andenplads (10 Point)   | Andenplads (10 Point)   | Andenplads (10 Point)   |
| 2005-06 | Ottendedelsfinale | Arsenal                                                                                        | 0 - 1                   | 0 - 0                   | 0 - 1                   |
| 2006-07 | Gruppespil        | Lyon, Steaua, Dynamo                                                                           | Andenplads (11 Point)   | Andenplads (11 Point)   | Andenplads (11 Point)   |
| 2006-07 | Ottendedelsfinale | Bayern München                                                                                 | 3 - 2                   | 1 - 2                   | 4 - 4u                  |
| 2007-08 | Gruppespil        | Olymp, Werder, Lazio                                                                           | Førsteplads (11 Point)  | Førsteplads (11 Point)  | Førsteplads (11 Point)  |
| 2007-08 | Ottendedelsfinale | AS Roma                                                                                        | 1 - 2                   | 1 - 2                   | 2 - 4                   |
| 2008-09 | Gruppespil        | Juve, Zenit, BATE                                                                              | Andenplads (12 Point)   | Andenplads (12 Point)   | Andenplads (12 Point)   |
| 2008-09 | Ottendedelsfinale | Liverpool                                                                                      | 0 - 1                   | 0 - 4                   | 0 - 5                   |
| 2009-10 | Gruppespil        | Milan, Marse, Zürich                                                                           | Førsteplads (13 Point)  | Førsteplads (13 Point)  | Førsteplads (13 Point)  |
| 2009-10 | Ottendedelsfinale | Olympique Lyon                                                                                 | 1 - 1                   | 0 - 1                   | 1 - 2                   |
| 2010-11 | Gruppespil        | Milan, Ajax, Auxerre                                                                           | Førsteplads (16 Point)  | Førsteplads (16 Point)  | Førsteplads (16 Point)  |
| 2010-11 | Ottendedelsfinale | Olympique Lyon                                                                                 | 3 - 0                   | 1 - 1                   | 4 - 1                   |
| 2010-11 | Kvartfinale       | Tottenham                                                                                      | 4 - 0                   | 1 - 0                   | 5 - 0                   |
| 2010-11 | Semifinale        | Barcelona                                                                                      | 1 - 1                   | 0 - 2                   | 1 - 3                   |
| 2011-12 | Gruppespil        | Lyon, Ajax, Dinamo                                                                             | Førsteplads (18 Point)  | Førsteplads (18 Point)  | Førsteplads (18 Point)  |
| 2011-12 | Ottendedelsfinale | CSKA Moskva                                                                                    | 4 - 1                   | 1 - 1                   | 5 - 2                   |
| 2011-12 | Kvartfinale       | APOEL Nicosia                                                                                  | 5 - 2                   | 3 - 0                   | 8 - 2                   |
| 2011-12 | Semifinale        | Bayern München                                                                                 | 2 - 1                   | 1 - 2                   | 3 - 3s                  |
| 2012-13 | Gruppespil        | Dortm, Ajax, City                                                                              | Andenplads (11 Point)   | Andenplads (11 Point)   | Andenplads (11 Point)   |
| 2012-13 | Ottendedelsfinale | Manchester United                                                                              | 1 - 1                   | 1 - 2                   | 2 - 3                   |
| 2012-13 | Kvartfinale       | Galatasaray                                                                                    | 3 - 0                   | 2 - 3                   | 5 - 3                   |
| 2012-13 | Semifinale        | Dortmund                                                                                       | 2 - 0                   | 1 - 4                   | 3 - 4                   |
| 2013-14 | Gruppespil        | Galata, Juve, FCK                                                                              | Førsteplads (16 Point)  | Førsteplads (16 Point)  | Førsteplads (16 Point)  |
| 2013-14 | Ottendedelsfinale | Schalke 04                                                                                     | 3 - 1                   | 6 - 1                   | 9 - 2                   |
| 2013-14 | Kvartfinale       | Dortmund                                                                                       | 3 - 0                   | 0 - 2                   | 3 - 2                   |
| 2013-14 | Semifinale        | Bayern München                                                                                 | 1 - 0                   | 4 - 0                   | 5 - 0                   |
| 2013-14 | Finale            | Atlético Madrid                                                                                | 4 - 1                   | 4 - 1                   | 4 - 1                   |
| 2014-15 | Gruppespil        | 🇦🇹 FC Basel 1893, 🏴󠁧󠁢󠁥󠁮󠁧󠁿Liverpool, 🇧🇬 Ludogorest Razgrad                                           | Første plads (18 Point) | Første plads (18 Point) | Første plads (18 Point) |
| 2014-15 | 1/8 finale        | 🇩🇪Schalke 04                                                                                   | 3-4                     | 2-0                     | 5-4                     |
| 2014-15 | Kvart finale      | 🇪🇸Atletico Madrid                                                                              | 1-0                     | 0-0                     | 1-0                     |
| 2014-15 | Semi-finale       | 🇮🇹Juventus                                                                                     | 1-1                     | 1-2                     | 2-3                     |
| 2015-16 | Gruppespil        | 🇫🇷PSG, 🇺🇦Shankhtar Donetsk, 🇸🇪Malmø FF                                                         | Første plads (16 point) | Første plads (16 point) | Første plads (16 point) |
| 2015-16 | 1/8 finale        | 🇮🇹 AS Roma                                                                                     | 2-0                     | 2-0                     | 4-0                     |
| 2015-16 | Kvart finale      | 🇩🇪Wolfsburg                                                                                    | 3-0                     | 0-2                     | 3-2                     |
| 2015-16 | Semi-finale       | 🏴󠁧󠁢󠁥󠁮󠁧󠁿Manchester City                                                                              | 1-0                     | 0-0                     | 1-0                     |
| 2015-16 | Finale            | 🇪🇸Atletico Madrid                                                                              | 6-4                     | -                       | 6-4                     |
| 2016-17 | Gruppespil        | 🇩🇪Borussia Dortmund, 🇵🇱Legia Warszawa, 🇵🇹Sporting CP                                           | Anden plads (12 point)  | Anden plads (12 point)  | Anden plads (12 point)  |
| 2016-17 | 1/8 finale        | 🇮🇹Napoli                                                                                       | 3-1                     | 3-1                     | 6-2                     |
| 2016-17 | Kvart finale      | 🇩🇪Bayern München                                                                               | 4-2                     | 2-1                     | 6-3                     |
| 2016-17 | Semi-finale       | 🇪🇸Atletico Madrid                                                                              | 3-0                     | 1-2                     | 4-2                     |
| 2016-17 | Finale            | 🇮🇹Juventus                                                                                     | -                       | 4-1                     | 4-1                     |
| 2017-18 | Gruppespil        | 🏴󠁧󠁢󠁥󠁮󠁧󠁿Tottenham, 🇩🇪Borussia Dortmund, 🇨🇾APOEL Nicosia                                              | Anden plads (13 point)  | Anden plads (13 point)  | Anden plads (13 point)  |
| 2017-18 | 1/8 finale        | 🇫🇷PSG                                                                                          | 3-1                     | 2-1                     | 5-2                     |
| 2017-18 | Kvart finale      | 🇮🇹Juventus                                                                                     | 1-3                     | 3-0                     | 4-3                     |
| 2017-18 | Semi-finale       | 🇩🇪Bayern München                                                                               | 2-2                     | 2-1                     | 4-3                     |
| 2017-18 | Finale            | 🏴󠁧󠁢󠁥󠁮󠁧󠁿Liverpool                                                                                    | 3-1                     | -                       | 3-1                     |
| 2018-19 | Gruppespil        | 🇮🇹AS Roma, 🇨🇿Viktoria Plzen, 🇷🇺CSKA Moskva                                                     | Førsteplads (12 point)  | Førsteplads (12 point)  | Førsteplads (12 point)  |
| 2018-19 | 1/8 finale        | 🇳🇱Ajax                                                                                         | 1-4                     | 2-1                     | 3-5                     |
| 2019-20 | Gruppespil        | 🇫🇷PSG, 🇧🇪Club Brugge, 🇹🇷Galatasaray                                                            | Anden plads (11 point)  | Anden plads (11 point)  | Anden plads (11 point)  |
| 2019-20 | 1/8 finale        | 🏴󠁧󠁢󠁥󠁮󠁧󠁿Manchester City                                                                              | 1-2                     | 1-2                     | 2-4                     |
| 2020-21 | Gruppespil        | 🇩🇪Borussia Mönchengladbach, 🇺🇦Shankhtar Donetsk, 🇮🇹Inter                                       | Førsteplads (10 point)  | Førsteplads (10 point)  | Førsteplads (10 point)  |
| 2020-21 | 1/8 finale        | 🇮🇹Atalanta                                                                                     | 3-1                     | 1-0                     | 4-1                     |
| 2020-21 | Kvart finale      | 🏴󠁧󠁢󠁥󠁮󠁧󠁿Liverpool                                                                                    | 3-1                     | 0-0                     | 3-1                     |
| 2020-21 | Semi-finale       | 🏴󠁧󠁢󠁥󠁮󠁧󠁿Chelsea                                                                                      | 1-1                     | 0-2                     | 1-3                     |
| 2021-22 | Gruppespil        | 🇮🇹Inter, 🇲🇩FC Sheriff, Shankhtar Donetsk                                                       | Førsteplads (15 point)  | Førsteplads (15 point)  | Førsteplads (15 point)  |
| 2021-22 | 1/8 finale        | 🇫🇷PSG                                                                                          | 3-1                     | 0-1                     | 3-2                     |
| 2021-22 | Kvart finale      | 🏴󠁧󠁢󠁥󠁮󠁧󠁿Chelsea                                                                                      | 2-3                     | 3-1                     | 5-4                     |
| 2021-22 | Semi-finale       | 🏴󠁧󠁢󠁥󠁮󠁧󠁿Manchester City                                                                              | 3-1                     | 3-4                     | 6-5                     |
| 2021-22 | Finale            | 🏴󠁧󠁢󠁥󠁮󠁧󠁿Liverpool                                                                                    | -                       | 1-0                     | 1-0                     |
| 2022-23 | Gruppespil        | 🇩🇪Leipzig, 🇺🇦Shankhtar Donetsk, 🏴󠁧󠁢󠁳󠁣󠁴󠁿Celtic                                                       | Førsteplads (13 point)  | Førsteplads (13 point)  | Førsteplads (13 point)  |
| 2022-23 | 1/8 finale        | 🏴󠁧󠁢󠁥󠁮󠁧󠁿 Liverpool                                                                                   | 1-0                     | 5-2                     | 6-2                     |
| 2022-23 | Kvart finale      | 🏴󠁧󠁢󠁥󠁮󠁧󠁿Chelsea                                                                                      | 2-0                     | 2-0                     | 4-0                     |
| 2022-23 | Semi-finale       | 🏴󠁧󠁢󠁥󠁮󠁧󠁿Manchester City                                                                              | 1-1                     | 0-4                     | 1-4                     |
| 2023-24 | Gruppespil        | 🇮🇹Napoli, 🇵🇹Braga, 🇩🇪Union Berlin                                                              | Førsteplads (18 point)  | Førsteplads (18 point)  | Førsteplads (18 point)  |
| 2023-24 | 1/8 finale        | 🇩🇪Leipzig                                                                                      | 1-1                     | 1-0                     | 2-1                     |
| 2023-24 | Kvart finale      | 🏴󠁧󠁢󠁥󠁮󠁧󠁿Manchester City                                                                              | 3-3                     | 5-4                     | 8-7                     |
| 2023-24 | Semi-finale       | 🇩🇪Bayern München                                                                               | 2-1                     | 2-2                     | 4-3                     |
| 2023-24 | Finale            | 🇩🇪Borussia Dortmund                                                                            | -                       | 2-0                     | 2-0                     |
| 2024-25 | Gruppespil        | 🇩🇪 Stuttgart,🇫🇷 Lille,🇩🇪Borussia Dortmund,🇮🇹AC Milan,🏴󠁧󠁢󠁥󠁮󠁧󠁿Liverpool,🇮🇹Atalanta,🇦🇹Salzburg,🇫🇷Brest | 14-6                    | 5-6                     | 20-11                   |
| 2024-25 | 1/16 finale       | 🏴󠁧󠁢󠁥󠁮󠁧󠁿Manchester City                                                                              | 3-1                     | 2-3                     | 6-3                     |
| 2024-25 | 1/8 finale        | 🇪🇸Atletico Madrid                                                                              | 2-1                     | 3-4                     | 6-4                     |
| 2024-25 | Kvart finale      | 🏴󠁧󠁢󠁥󠁮󠁧󠁿Arsenal                                                                                      | 1-2                     | 3-0                     | 1-5                     |